# 姶良Tn火山灰

入戸火砕流と姶良Tnテフラの広がり。九州南部と高知県西部で50cmあり、広くは東北地方や朝鮮半島にも分布する。

姶良Tn火山灰（あいらティーエヌかざんばい、あいらたんざわ- とも）は、約2万9千年前～2万6千年前に姶良カルデラの巨大噴火で噴出した大量の火山灰である。（以前は約2万5000年前～2万年前と考えられていた。）Tnは丹沢を示す。この大噴火で噴出した火砕流が陸上を流れて堆積したものが入戸火砕流で、「シラス」の通称でよく知られている。同時に噴出した火山灰のうち、空中高く吹き上げられ、偏西風に乗って東方へ飛んでから地上に降下したものが姶良Tn火山灰 (AT) となった。

## 解説
当初は丹沢山地に分布していることから丹沢軽石（丹沢パミス）と名付けられ、その後1970年代に姶良カルデラが起源であることがわかり、姶良丹沢火山灰と呼ばれるようになった。
広域テフラ研究の先駆けとなり、テフラ年代学がうまれ、世界中の地層の年代決定が進み、考古学に影響を与えた。
姶良Tn火山灰は、九州から関東地方まで、直径2000キロにおよぶ卵形の地域に分布する。地層の年代決定における鍵層の一つになっている。地質学ではしばしばATの記号で表される。
火山灰に覆われた面積は約4百万km2、火砕流堆積物を除いた火山灰の全体積は約150km3にもなる。この地層を境にして植物の種類が大きく変化しており、寒冷化の原因になったとも考えられている。

## 火山灰層の厚さ
- 50cm以上： 九州南部、高知県西部
- 80cm以上: 鳥取県の大山付近
- 40cm以上: 京都市
- 25cm以上: 琵琶湖
- 20cm以上： 九州北部、四国、中国地方、近畿地方
- 10cm以上： 中部地方、関東地方
- ミリの単位: 千葉県銚子
- 5cm以上： 東北地方南部
- 東北地方北部や朝鮮半島でも確認されている。